# كارلوس مانغا
كارلوس مانغا (بالبرتغالية: Carlos Manga‏) هو كاتب سيناريو ومخرج برازيلي، ولد في 6 يناير 1928 في ريو دي جانيرو في البرازيل، وتوفي بنفس المكان في 17 سبتمبر 2015.

## وصلات خارجية
- كارلوس مانغا على موقع IMDb (الإنجليزية)
- كارلوس مانغا على موقع أول موفي (الإنجليزية)
- كارلوس مانغا على موقع قاعدة بيانات الفيلم (الإنجليزية)
- كارلوس مانغا على موقع كينوبويسك (الروسية)